# Svetišta kraljevstva Hoysala
Svetišta kraljevstva Hoysala su hinduistički hramovi izgrađeni tijekom vladavine dinastije Hoysala, čije se kraljevstvo (950.-1346.) protezalo velikim dijelovima današnje Karnatake u južnoj Indiji. Tri hrama pod nazivom „Sveti kompleksi Hoysala” uvrštena su na UNESCO-ov popis mjesta svjetske baštine u Aziji i Oceaniji zbog „svoje izvanredne arhitekture, hiperrealističnih skulptura i kamenih rezbarija”: 
- Chennakeshava hram u Beluru, (1117., kralj Vishnuvardhana),
- Hoysaleswara hram u Halebiduu (1160., kralj Vishnuvardhana), i
- Chennakeshava hram u Somanathapuri (1258., kralj Narasimha III., slika desno).

Stil Hoysala nastao je pažljivim odabirom onodobnih hramskih značajki i onih iz prošlosti kako bi se stvorio drugačiji identitet od susjednih kraljevstava. Svetišta karakteriziraju hiperrealistične skulpture i kamene rezbarije koje prekrivaju cijelu arhitektonsku površinu, kružna platforma, velika skulpturalna galerija, višeslojni friz i skulpture legende o Sali (junaku po kojemu je nazvana dinastija „Hoy-sala”). Izvrsnost plastike podupire umjetničko postignuće ovih hramskih kompleksa, koji predstavljaju značajnu fazu u povijesnom razvoju hinduističke hramske arhitekture.

### Ostali projekti
|  | Zajednički poslužitelj ima još gradiva o temi Sveti kompleksi Hoysala |